# Slapend meisje
Slapend Meisje is een werk uit 1657 van de Delftse kunstschilder Jan Vermeer. Het schilderij, soms Slapende dronken meid aan tafel genoemd, markeert de overgang van traditionele historieschilderkunst naar de meer moderne vorm van genrestukken in het oeuvre van de jonge Hollandse meester.

## Ruimte
Een jongedame zit met gesloten ogen te dagdromen aan tafel. Op de tafel staan een karaf wijn en een Chinese fruitschaal, een symbool van verleiding. De twee wijnglazen en het verschoven kussen op de lege stoel suggereren dat zij zojuist bezoek heeft ontvangen. Voorbij deze schijnbare wanorde ontvouwt zich een lege ruimte. Door de open deur kan de toeschouwer in de achterliggende kamer kijken en in de verte een spiegel ontwaren. Uit röntgenonderzoek is gebleken dat zich in de deuropening eerder een hond bevond, en in de kamer erachter een man.
Het opgebolde Perzisch tapijt op de tafel, waarachter het meisje schuilgaat in Vermeers eerste volwassen repoussoirvoorstelling, is een symbool van de welstand in de Gouden Eeuw. Aan de muur achter haar hangt een schilderij van een Cupido in de stijl van Caesar van Everdingen ter inspiratie van haar droom. De liefdesgod komt ook in beeld bij de Onderbreking van de muziek en Staande virginaalspeelster. Het hing aan de muur achter het Brieflezend meisje bij het venster totdat Vermeer er een gordijn overheen schilderde. De karaf is ook een ankerpunt op de doeken Het glas wijn en Dame en twee heren.

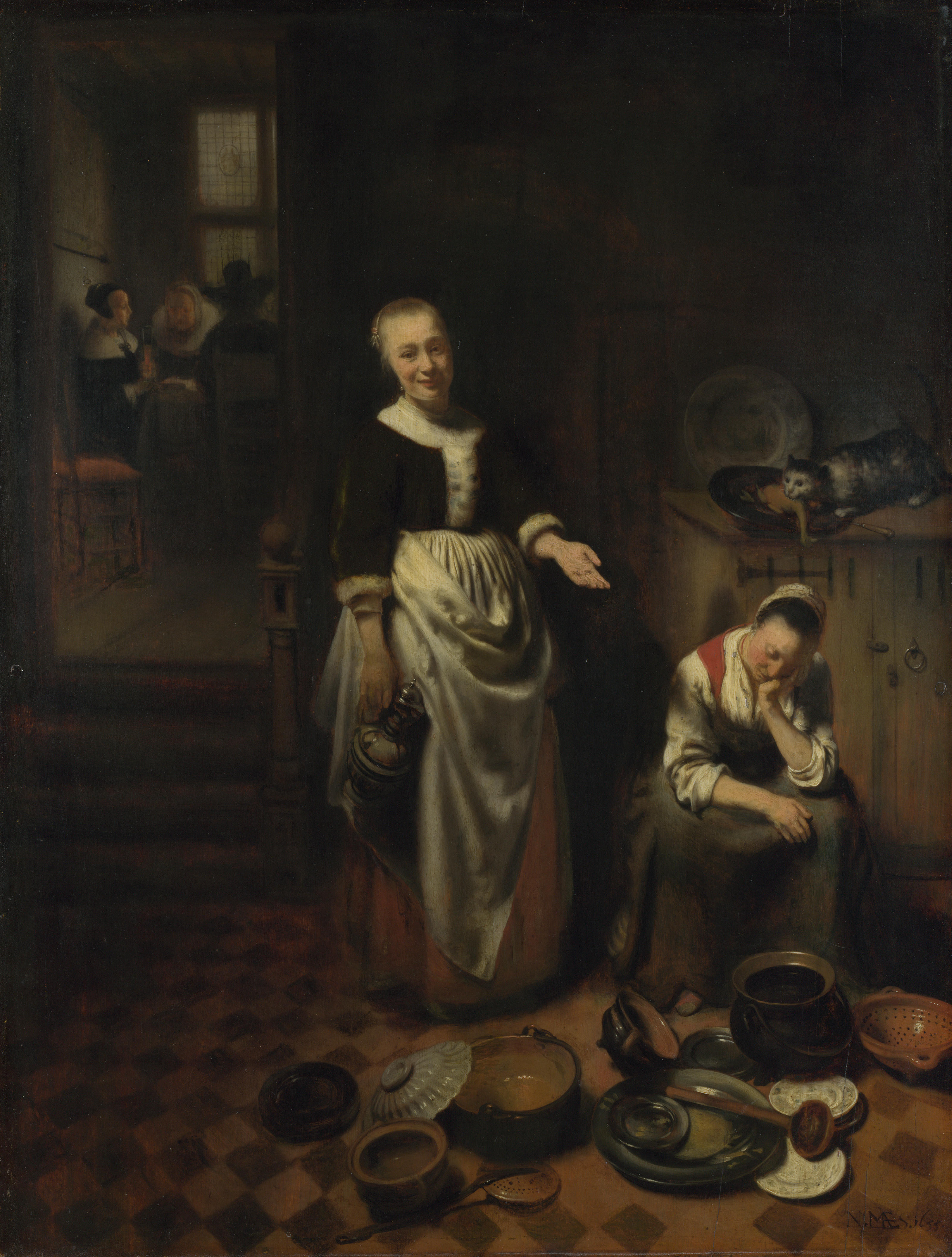
Nicolaes Maes, Slapende keukenmeid, 1655.

De figuur met haar afgemeten Hollandse trekken, het introspectieve karakter, de aardkleuren en met name het donkerrood zijn terug te leiden tot de Slapende keukenmeid uit 1655 en ander werk van Nicolaes Maes, evenals de ruimtelijke vlakverdeling van de figuren en de blik in de achterliggende kamer. In tegenstelling tot Maes geeft Vermeer geen exegese van zijn voorstelling en doet hij geen moraliserende uitspraak over de benevelde toestand van de jongedame. De doorkijk naar de andere kamer is ook schatplichtig aan een schilderij van een drankgelag door Pieter de Hooch dat uit dezelfde tijd dateert.

## Reizen
Het schilderij maakte deel uit van de collectie van Jacob Dissius die op 16 mei 1696 te Amsterdam werd geveild. Aangenomen wordt dat hij het schilderij had geërfd van zijn in 1682 overleden vrouw, de dochter van Pieter van Ruijven, die Vermeers mecenas was.
Mogelijk bevond het schilderij zich in 1811 bij een J.B.P. Lebrun in Parijs. In april van dat jaar werd het op een veiling gekocht door de heer Alexandre-Joseph Paillet. De eerstvolgende bekende eigenaar was de Parijzenaar John Waterloo Wilson na 1873. Het schilderij werd 14 maart 1881 verkocht aan de Galerie Sedelmeyer, die het later dat jaar doorverkocht aan Rodolphe Kann. Het doek verliet Parijs toen de erven Kann het in 1907 verkochten. In 1908 werd het door de handelaars Duveen uit Londen verkocht aan Benjamin Altman uit New York, waar het in 1909 voor het eerst werd tentoongesteld. Na het overlijden van Altman in 1913 werd het aan het Metropolitan Museum of Art gelegateerd.
Het Slapend meisje werd verschillende keren gerestaureerd, waardoor vooral het gecompliceerde stilleven op tafel veel van zijn oorspronkelijke zeggingskracht heeft verloren.
Diana en haar nimfen · Christus in het huis van Martha en Maria · De koppelaarster · Slapend meisje · Brieflezend meisje bij het venster · Het straatje · De soldaat en het lachende meisje · Het melkmeisje · Het glas wijn · Dame en twee heren · Onderbreking van de muziek · Gezicht op Delft · De muziekles · Brieflezende vrouw in het blauw · Vrouw met weegschaal · Vrouw met waterkan · De luitspeelster · Vrouw met parelsnoer · Schrijvende vrouw in het geel · Meisje met de rode hoed · Meisje met de parel · Het concert · Allegorie op de schilderkunst · Meisjeskopje · Dame en dienstbode · De astronoom · De geograaf · De kantwerkster · De liefdesbrief · De gitaarspeelster · Schrijvende vrouw met dienstbode · Allegorie op het geloof · Staande virginaalspeelster · Zittende virginaalspeelster
Omstreden toeschrijvingen: Sint Praxedis · Zittende vrouw aan het virginaal · Meisje met de fluit